# Курісовська сільська територіальна громада
Курісовська сільська територіальна громада — територіальна громада в Україні, у Березівському районі Одеської області. Утворена 17 липня 2020 року в результаті об'єднання Курісовської сільської ради із Сербківською, Каїрською і Новомиколаївською сільськими радами Лиманського району. Адміністративний центр — село Курісове.

## Склад громади
Староста Новомиколаївського старостинського округу:
Староста Сербківського старостинського округу: Петльоха Павло Петрович
- Вишневе
- Каїри
- Капітанівка
- Курісове
- Нове Селище
- Новомиколаївка
- Олександрівка
- Сербка